# SN 2006te
SN 2006te – supernowa typu Ia odkryta 28 grudnia 2006 roku w galaktyce A081144+4133. W momencie odkrycia miała maksymalną jasność 15,80m.